# Maurice Caplain
Maurice Caplain war ein französischer Ruderer.

## Karriere
Maurice Caplain trat bei den Olympischen Sommerspielen 1928 mit Paul Robineau in der Doppelzweier-Regatta an. Das Duo schied im Hoffnungslauf der 2. Runde aus.